# Josef Antonín Schneider-Svoboda
Josef Antonín Schneider-Svoboda (28. dubna 1839 Oltingue – 26. února 1914 Kutná Hora) byl státní zástupce, zemský soudní rada a jedna z postav hilsneriády.

## Původ a dětství
Narodil se 28. dubna 1839 ve vsi Oltingue ve francouzském departmentu Haut-Rhin jako Joseph Antoine Schneider. Jeho otec Aloyse Schneider byl původní profesí barvíř a později se stal starostou obce.
Od roku 1863 žil u měšťana Emanuela Svobody a jeho manželky v Kutné Hoře. Na jejich počest pak převzal příjmení Svoboda.

## Kariéra
Po vystudování práv působil u kutnohorského soudu. Roku 1878 se stal vrchním zemským soudním radou a návladním se sídlem v Praze. V té době obdržel Řád Františka Josefa. O rok později se vrátil do Kutné Hory a stal se prezidentem tamního krajského soudu.

## Hilsneriáda
V srpnu 1899 vznesl státní zástupce Schneider-Svoboda žalobu na Leopolda Hilsnera za rituální vraždu devatenáctileté Anežky Hrůzové. Schenider-Svoboda stejně jako většinová společnost, uvěřil ve vinu slaboduchého polenského mladíka židovského původu. Označil za svůj cíl dostat Hilsnera na oprátku, což se mu nakonec povedlo (trest byl ovšem císařem zmírněn na doživotí). Hilsnerovým obhájcem byl Zdenko Auředníček, který byl Schneider-Svobodovým přítelem a společně patřili v Kutné Hoře k vyšší společenské třídě. Po skončení procesu odešel Schneider-Svoboda na půlroční dovolenou, což bylo v očích společnosti bráno jako křivda na státním zástupci a spekulovalo se, že na dovolenou neodešel dobrovolně.

## Konec života a smrt
V závěru života se věnoval dobročinným činnostem. Sponzoroval opravu kaple u Německého Brodu, pořádal sbírku šatstva pro chudé děti a věnoval peníze na restauraci Chrámu svaté Barbory v Kutné Hoře.
Zemřel 26. února 1914 v Kutné Hoře, kde je také pohřben na Městském hřbitově.